# Makes Me Sick
Makes Me Sick è il nono album in studio del gruppo musicale statunitense New Found Glory, pubblicato nell'aprile 2017. 

## Tracce
1. Your Jokes Aren't Funny – 3:08
2. Party on Apocalypse – 3:23
3. Call Me Anti-Social – 3:28
4. Happy Being Miserable – 3:00
5. The Sound of Two Voices – 2:58
6. Blurred Vision – 3:40
7. Say It Don't Spray It – 3:27
8. Barbed Wire – 3:47
9. Short and Sweet – 3:29
10. The Cheapest Thrill – 3:43

## Formazione
- Jordan Pundik – voce
- Chad Gilbert – chitarra, cori
- Ian Grushka – basso
- Cyrus Bolooki – batteria, percussioni